# 工藤真人
工藤 真人（くどう まなと、2001年5月7日 - ）は、青森県八戸市出身のサッカー選手。高知ユナイテッドSC所属。ポジションはミッドフィールダー、ディフェンダー。

## 来歴
ウィンズFC U-15所属の2015年、U-14日本選抜に選出される。ベガルタ仙台ユースに加入し、2017年には第72回国民体育大会に宮城県少年男子メンバーとして出場した。2018年3月、2種登録選手としてトップチームに登録される。4月18日のルヴァン杯第4節・アルビレックス新潟戦において16歳11か月で先発出場を果たし、2015年に茂木駿佑が17歳で出場し保持していたクラブ最年少出場記録を更新した。後年トップチームと契約した工藤蒼生と菅原龍之助も当時の新潟戦に出たユース選手である。
2019年5月、再びトップチームに2種登録選手として登録された。同年のユースでは高円宮杯 JFA U-18サッカープレミアリーグ昇格を懸けたプレーオフに出場。勝てば昇格が決まる2回戦・サガン鳥栖U-18戦で先制点を挙げたものの逆転負けを喫した。
高校卒業後はびわこ成蹊スポーツ大学に進学、サッカー部に入部。
2023年8月31日、2024年からのベガルタ仙台への加入が発表された。2024年はリーグ戦出場はなく、カップ戦の2試合のみだった。
2025年、J3に加盟したばかりの高知ユナイテッドSCに期限付き移籍。
2025年2月16日のJ3リーグ開幕戦でスタメンの座を勝ち取り、栃木SC戦でJリーグ初出場を果たした。

## 所属クラブ
- 中居林スポーツ少年団（八戸市立中居林小学校）
- ウィンズFC U-15（八戸市立第一中学校）
- 2017年 - 2019年 ベガルタ仙台ユース（明成高等学校）
  - 2018年3月 - 12月 ベガルタ仙台（2種登録選手）
  - 2019年5月 -  12月 ベガルタ仙台（2種登録選手）
- 2020年 - 2023年 びわこ成蹊スポーツ大学
- 2024年 -  ベガルタ仙台
  - 2025年 -  高知ユナイテッドSC（期限付き移籍）

## 個人成績
| 国内大会個人成績 | 国内大会個人成績 | 国内大会個人成績 | 国内大会個人成績 | 国内大会個人成績             | 国内大会個人成績 | 国内大会個人成績 | 国内大会個人成績 | 国内大会個人成績 | 国内大会個人成績 | 国内大会個人成績 | 国内大会個人成績 |
| 年度             | クラブ           | 背番号           | リーグ           | リーグ戦                     | リーグ戦         | リーグ杯         | リーグ杯         | オープン杯       | オープン杯       | 期間通算         | 期間通算         |
| 年度             | クラブ           | 背番号           | リーグ           | 出場                         | 得点             | 出場             | 得点             | 出場             | 得点             | 出場             | 得点             |
| 日本             | 日本             | 日本             | 日本             | リーグ戦                     | リーグ戦         | リーグ杯         | リーグ杯         | 天皇杯           | 天皇杯           | 期間通算         | 期間通算         |
| ---------------- | ---------------- | ---------------- | ---------------- | ---------------------------- | ---------------- | ---------------- | ---------------- | ---------------- | ---------------- | ---------------- | ---------------- |
| 2018             | 仙台             | -                | J1               | 0                            | 0                | 1                | 0                | 0                | 0                | 1                | 0                |
| 2021             | びわこ成蹊       | 7                | -                | -                            | -                | -                | -                | 1                | 0                | 1                | 0                |
| 2024             | 仙台             | 31               | J2               | 0                            | 0                | 1                | 0                | 1                | 0                | 2                | 0                |
| 2025             | 高知             | 88               | J3               |                              |                  |                  |                  |                  |                  |                  |                  |
| 通算             | 日本             | 日本             | J1               | 0                            | 0                | 1                | 0                | 0                | 0                | 1                | 0                |
| 通算             | 日本             | 日本             | J2               | 0                            | 0                | 1                | 0                | 1                | 0                | 2                | 0                |
| 通算             | 日本             | 日本             | J3               | \|\|\|\|\|\|\|\|\|\|\|\|\|\| |                  |                  |                  |                  |                  |                  |                  |
| 通算             | 日本             | 日本             | 他               | -                            | -                | -                | -                | 1                | 0                | 1                | 0                |
| 総通算           | 総通算           | 総通算           | 総通算           | 0                            | 0                | 2                | 0                | 2                | 0                | 4                | 0                |

- 2018年はJリーグでは固定の背番号なし[13]、天皇杯では「43」で登録[14]。

出場歴
- Jリーグ初出場：2025年2月16日 J3第1節 栃木SC戦（カンセキスタジアムとちぎ）
- Jリーグ初得点：2025年3月23日 J3第6節 ヴァンラーレ八戸戦（プライフーズスタジアム）